# Meridolum middenense
Meridolum middenense är en snäckart som beskrevs av McLauchlan 1954. Meridolum middenense ingår i släktet Meridolum och familjen Camaenidae. Inga underarter finns listade i Catalogue of Life.

## Bildgalleri

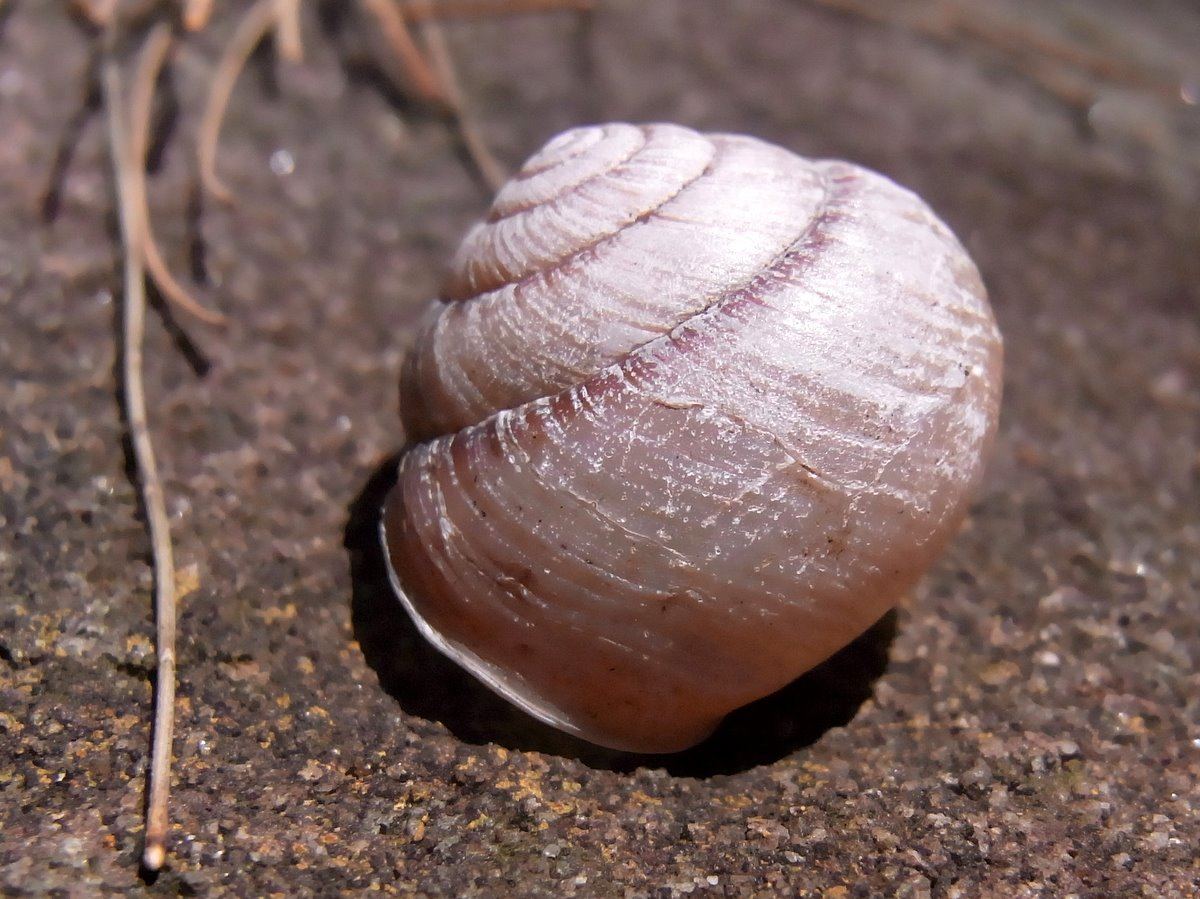